# Василькевич Костянтин Юрійович
Костянти́н Юрійович Васильке́вич (* 1973) — хірург вищої категорії, кандидат медичних наук, лікар-хірург вищої категорії львівської комунальної міської клінічної лікарні швидкої медичної допомоги, учасник російсько-української війни. З 10 липня 2018 року — заступник директора з медичної частини КЗ ЛОР «Львівський геріатричний пансіонат».

## З життєпису
У 1990-х роках був членом Соціал-національної партії України.
Брав активну участь в подіях Революції Гідності, надавав допомогу в Будинку офіцерів протестуючим, постраждалим у Маріїнському парку.
З початку літа 2014-го  долучився до батальйону «Азов», був першим керівником батальйонної медслужби, згодом — батальйону «Січ». Рятував життя пораненим під час визволення Маріуполя й Мар'їнки, брав участь у боях за Іловайськ — евакуював поранених з поля бою в Старобешевську лікарню.
Заступник голови Ради ГО «Асоціація учасників АТО Львівщини», очолює львівську обласну організацію «Легіон Свободи».
З дружиною та трьома дітьми проживає у місті Львів.
Врятував життя більш ніж 800 людей. https://suspilne.media/lviv/674934-vratuvav-zitta-ponad-800-vijskovim-istoria-kapitana-medicnoi-sluzbi-zsu-kostantina-vasilkevica/

## Нагороди
- Орден «За спасіння життя», 2017
- Нагрудний знак «Іловайськ — 2014»
- Нагрудний знак «Захиснику Маріуполя»
- Нагрудний хрест учаснику Революції Гідності
- Відзнака полку «Азов» «За звільнення Маріуполя»